# Sebastião Miranda da Silva
Sebastião Miranda da Silva ismertebb nevén: Mirandinha (Bebedouro, 1952. február 26. –) brazil válogatott labdarúgó.

## Pályafutása

### Klubcsapatban
Pályafutása során több csapatban is megfordult, de ezek közül a legtöbb időt a Corinthians (1970–1973) és a São Paulo (1974–1978) játékosaként töltötte. Utóbbival 1975-ben Paulista (São Paulo állam), 1977-ben pedig brazil bajnoki címet szerzett.

### A válogatottban
1974-ben 7 alkalommal szerepelt a brazil válogatottban. Részt vett az 1974-es világbajnokságon. A Zaire elleni csoportmérkőzésen sárga lapot kapott.

## Sikerei, díjai
São Paulo FC
- Brazil bajnok (3): 1977
- Paulista bajnok (1): 1975

Egyéni
- Bola de Prata (1): 1973

## Külső hivatkozások
- Sebastião Miranda da Silva – a FIFA adatbázisában
- Mirandinha adatlapja a National-Football-Teams.com oldalon (angolul)

- Mirandinha (portugál nyelven). ogol.com